# آن ماري هوارد
آن ماري هوارد (بالإنجليزية: Anne Marie Howard)‏ هي ممثلة أمريكية، ولدت في 31 مارس 1960 في الولايات المتحدة. بدأت مشوارها المهني سنة 1982.

## أعمال

### مسلسلات
- عالم آخر

## وصلات خارجية
- آن ماري هوارد على موقع IMDb (الإنجليزية)
- آن ماري هوارد على موقع قاعدة بيانات الفيلم (الإنجليزية)